# سی و یکمین دوره جوایز اسکار
سی و یکمین دوره مراسم اعطای جوایز اسکار (انگلیسی: 31st Academy Awards) در روز ۶ آوریل ۱۹۵۹ در تئاتر پنتیجز, هالیوود، لس‌آنجلس برگزار شد. در این مراسم بهترین فیلم‌های سال ۱۹۵۸ جهان به انتخاب آکادمی علوم و هنرهای تصاویر متحرک جایزه گرفتند.
جری لوئیس، مورت سال, تونی رندل، باب هوپ، دیوید نیون، لارنس الیویه مجریان این مراسم بود.

## جوایز
برندگان نخست و در حروف برجسته پررنگ فهرست شده‌اند.
| جایزه اسکار بهترین فیلم | جایزه اسکار بهترین کارگردانی |
| --- | --- |
| - ژی‌ژی – آرتور فرید - گربه روی شیروانی داغ – لارنس واینگارتن - عمه میم – جک وارنر - میزهای تک‌نفره – Harold Hecht - ستیزه‌جویان – استنلی کریمر | - وینسنت مینلی – ژی‌ژی - ریچارد بروکس – گربه روی شیروانی داغ - رابرت وایز – می‌خواهم زنده بمانم! - استنلی کریمر – ستیزه‌جویان - مارک رابسون – مسافرخانه ششمین خوشبختی |
| جایزه اسکار بهترین بازیگر نقش اول مرد | جایزه اسکار بهترین بازیگر نقش اول زن |
| - دیوید نیون – میزهای تک‌نفره - تونی کرتیس – ستیزه‌جویان - پل نیومن – گربه روی شیروانی داغ - سیدنی پوآتیه – ستیزه‌جویان - اسپنسر تریسی – پیرمرد و دریا | - سوزان هیوارد – می‌خواهم زنده بمانم! - دبورا کار – میزهای تک‌نفره - شرلی مک‌لین – بعضی دوان‌دوان آمدند - روسالیند راسل – عمه میم - الیزابت تیلور – گربه روی شیروانی داغ |
| جایزه اسکار بهترین بازیگر نقش مکمل مرد | جایزه اسکار بهترین بازیگر نقش مکمل زن |
| - برل آیوز – کشور بزرگ - تئودور بیکل – ستیزه‌جویان - لی جی. کاب – برادران کارامازوف - آرتور کندی – بعضی دوان‌دوان آمدند - گیگ یانگ – نورچشمی معلم | - وندی هیلر – میزهای تک‌نفره - پگی کاس – عمه میم - مارتا هایر – بعضی دوان‌دوان آمدند - مورین استیپلتون – Lonelyhearts - کارا ویلیامز – ستیزه‌جویان |
| جایزه اسکار بهترین فیلم‌نامه غیراقتباسی | جایزه اسکار بهترین فیلم‌نامه اقتباسی |
| - ستیزه‌جویان – ندریک یانگ و هارولد جیکوب اسمیت - خانه قایقی – ملویل شاولسون و Jack Rose - نورچشمی معلم – فی کنین و مایکل کنین - ایزدبانو – پدی چایفسکی - The Sheepman – ویلیام باورز و جیمز ادوارد گرنت | - ژی‌ژی – آلن جی لرنر - گربه روی شیروانی داغ – ریچارد بروکس و جیمز پو - می‌خواهم زنده بمانم! – Don Mankiewicz و نلسون گیدینگ - میزهای تک‌نفره – جان گی و ترنس رتیگان - The Horse's Mouth – الک گینس |
| Best Foreign Language Film | |
| - دایی من (فرانسه) - Arms and the Man (آلمان) - آدم‌های ناشناس (ایتالیا) - جاده یک‌ساله (یوگسلاوی) - La venganza (اسپانیا) | |
| جایزه اسکار بهترین فیلم مستند | Best Documentary Short |
| - برهوت سفید – بن شارپستین - Antarctic Crossing - The Hidden World - Psychiatric Nursing | - Ama Girls – بن شارپستین - Employees Only - Journey Into Spring - The Living Stone - Overture |
| جایزه اسکار بهترین فیلم کوتاه | جایزه اسکار بهترین پویانمایی کوتاه |
| - گرند کنیون – والت دیزنی - Journey Into Spring – Ian Ferguson - بوسه – جان هیز - Snows of Aorangi – New Zealand Screen Board - T Is for Tumbleweed – James A. Lebenthal | - Knighty Knight Bugs – John W. Burton - Paul Bunyan – والت دیزنی - Sidney's Family Tree – William M. Weiss |
| جایزه اسکار بهترین موسیقی فیلم | جایزه اسکار بهترین موسیقی فیلم |
| - پیرمرد و دریا – دیمیتری تیومکین - میزهای تک‌نفره – دیوید راکسین - کشور بزرگ – جروم موروس - شیرهای جوان – هوگو فریدهوفر - برهوت سفید – اولیور والاس | - ژی‌ژی – آندره پروین - Damn Yankees! – ری هایندورف - ماردی گرا – لایونل نیومن - آرام جنوبی – آلفرد نیومن و کن داربی - تالار بولشوی – Yuri Faier و G. Rozhdestvensky |
| جایزه اسکار بهترین ترانه | Best Sound Recording |
| - "Gigi" from ژی‌ژی – موسیقی اثر فردریک لاو; ترانه اثر آلن جی لرنر - "A Certain Smile" from نوعی لبخند – موسیقی اثر سمی فین; ترانه اثر پل فرنسیس وبستر - "Almost In Your Arms (Love Song from Houseboat)" from خانه قایقی – موسیقی و ترانه اثر جی لیوینگستون و ری اونز - "A Very Precious Love" from Marjorie Morningstar – موسیقی اثر سمی فین; ترانه اثر پل فرنسیس وبستر - "To Love and Be Loved" from بعضی دوان‌دوان آمدند – موسیقی اثر جیمی ون هیوزن; ترانه اثر سمی کان                                                           | - آرام جنوبی – Fred Hynes, Todd-AO Sound Department - زمانی برای عشق ورزیدن و زمانی برای مردن – Leslie I. Carey, یونیورسال استودیوز - می‌خواهم زنده بمانم! – گوردون ای سایر، Samuel Goldwyn Studio Sound Department - شیرهای جوان – Carlton W. Faulkner, فاکس قرن بیستم - سرگیجه – George Dutton, پارامونت پیکچرز |
| جایزه اسکار بهترین طراحی صحنه | جایزه اسکار بهترین طراحی لباس |
| - ژی‌ژی – Art Direction: ویلیام ای هورنینگ (فهرست نامزدان و برندگان جایزه اسکار پس از مرگ) and Preston Ames; Set Decoration: Henry Grace و Keogh Gleason - نوعی لبخند – Art Direction: Lyle R. Wheeler و John DeCuir; Set Decoration: Walter M. Scott و Paul S. Fox - عمه میم – Art Direction: Malcolm Bert; Set Decoration: George James Hopkins - Bell Book and Candle – Art Direction: Cary Odell; Set Decoration: Louis Diage - سرگیجه – Art Direction: Hal Pereira و Henry Bumstead; Set Decoration: Sam Comer و Frank McKelvy | - ژی‌ژی – سیسیل بیتون - نوعی لبخند – شارل لوماری و مری والیس - Bell Book and Candle – ژان لوئی - بعضی دوان‌دوان آمدند – والتر پلانکت - بوکانیر – Ralph Jester, ادیت هد و John Jensen |
| جایزه اسکار بهترین فیلمبرداری | جایزه اسکار بهترین فیلمبرداری |
| - ستیزه‌جویان – سام لیویت - هوس زیر درخت نارون – دانیل ال. فپ - می‌خواهم زنده بمانم! – لیونل لیندون - میزهای تک‌نفره – چارلز لنگ - شیرهای جوان – جوزف مک‌دانلد | - ژی‌ژی – جوزف روتنبرگ - عمه میم – هری استردلینگ - گربه روی شیروانی داغ – ویلیام اچ. دانیلز - آرام جنوبی – لئون شامروی - پیرمرد و دریا – جیمز وانگ هو |
| جایزه اسکار بهترین تدوین | جایزه اسکار بهترین جلوه‌های تصویری |
| - ژی‌ژی – آدرین فازان - عمه میم – William Ziegler - کابوی – ویلیام لیون و Al Clark - می‌خواهم زنده بمانم! – ویلیام هورنبک - ستیزه‌جویان – Frederick Knudtson | - تام انگشتی – Tom Howard - Torpedo Run – A. Arnold Gillespie و Harold Humbrock |

### جایزه اسکار افتخاری
- موریس شوالیه

### جایزه اسکار یادبود ایروینگ جی. تالبرگ
- جک وارنر

## فیلم‌های با بیش از یک جایزه یا نامزدی
| These films had multiple nominations: - 9 نامزدی: The Defiant Ones, ژی‌ژی - 7 نامزدی: میزهای تک‌نفره - 6 نامزدی: عمه میم, گربه روی شیروانی داغ, می‌خواهم زنده بمانم!! - 5 نامزدی: Some Came Running - 3 نامزدی: نوعی لبخند, The Old Man and the Sea, آرام جنوبی, شیرهای جوان - 2 نامزدی: Bell, Book and Candle, کشور بزرگ, Houseboat, Journey Into Spring, Teacher's Pet, سرگیجه, برهوت سفید | The following films received multiple awards. - 9 برنده: ژی‌ژی - 2 برنده: The Defiant Ones, میزهای تک‌نفره |

## جستارهای ویژه
- 1958 in film
- 1st Grammy Awards
- 10th Primetime Emmy Awards
- 11th Primetime Emmy Awards
- 12th British Academy Film Awards
- 13th Tony Awards